# Geyser d'eau froide
Pour les articles homonymes, voir Geyser (homonymie).

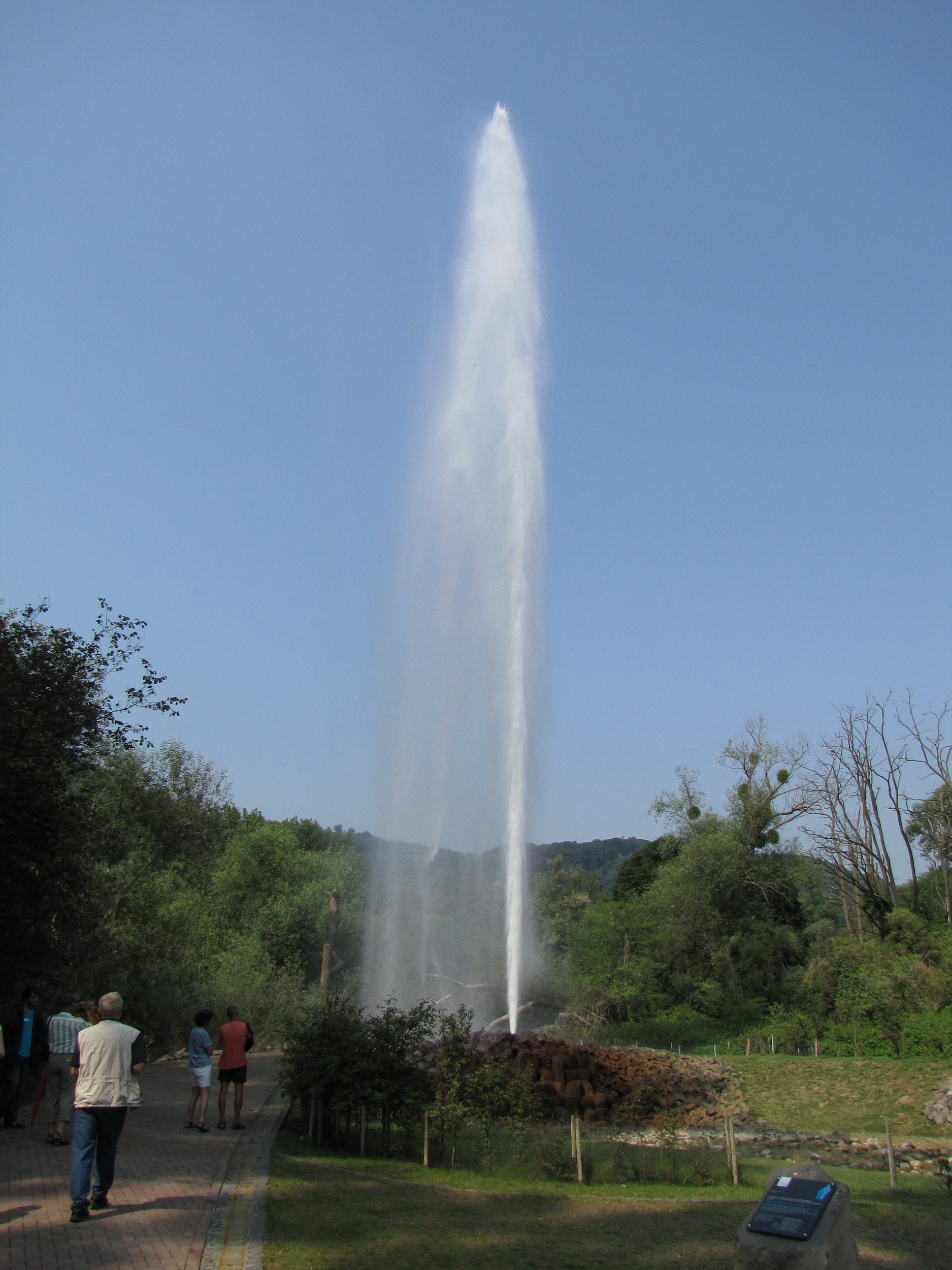
Le geyser d'Andernach, (Allemagne), le plus haut geyser d'eau froide du monde.

Les geysers d'eau froide ont des éruptions similaires à celles des geysers d'eau chaude, sauf que ce sont des bulles de CO2 qui entraînent l'éruption au lieu de vapeur à proximité de magma. Dans les geysers d'eau froide, le CO2  se trouve dans un aquifère confiné, dans lequel l'eau et le CO2  sont piégés par des couches sus-jacentes moins perméables. Cette eau et le CO2  ne peuvent s'échapper de ces strates que dans des régions faibles comme des failles, des joints ou des puits forés. Un forage permet à l'eau sous pression et au CO2  d'atteindre la surface. L'ampleur et la fréquence de ces éruptions dépendent de divers facteurs tels que la profondeur de la plomberie, les concentrations de CO2, le rendement de l'aquifère etc. La colonne d'eau exerce une pression suffisante sur le CO2  gazeux pour qu'il reste dans l'eau sous forme de petites bulles. Lorsque la pression diminue en raison de la formation d'une fissure, les bulles de CO2 grandissent. Cette expansion déplace l'eau et provoque l'éruption. Les geysers d'eau froide peuvent ressembler beaucoup à leurs homologues à vapeur ; cependant, l'eau chargée en CO2 est souvent plus blanche et mousseuse. Les plus connus sont probablement Saratoga Springs, dans l'État de New York, et Crystal Geyser, près de Green River, dans l'Utah, tous deux aux États-Unis. Il y a aussi trois geysers d'eau froide en Allemagne, nommés Wallender Born (en) (alias Brubbel), Wehr Geyser et le geyser d'Andernach (alias Namedyer Sprudel) ; deux en Slovaquie, un dans le village de Herľany et un tout petit à Sivá Brada ; et un au Brésil, dans la commune de Caxambu.